# أنطونيو كوتينو
أنطونيو كوتينو (بالبرتغالية: António A. Coutinho‏) هو عالم مناعة وطبيب برتغالي، ولد في 8 أكتوبر 1946 في أفيرو في البرتغال.